# کریس چیبنال
کریس چیبنال (انگلیسی: Chris Chibnall؛ زادهٔ ۱۹۷۰) فیلم‌نامه‌نویس، تهیه‌کننده، تهیه‌کننده اجرایی اهل بریتانیا است. او خالق و نویسنده مجموعه تلویزیونی درام معمایی-جنایی برادچرچ (۲۰۱۳–۲۰۱۷)، محصول آی‌تی‌وی است.